# Przedsiębiorstwo Komunikacji Miejskiej w Jaworznie

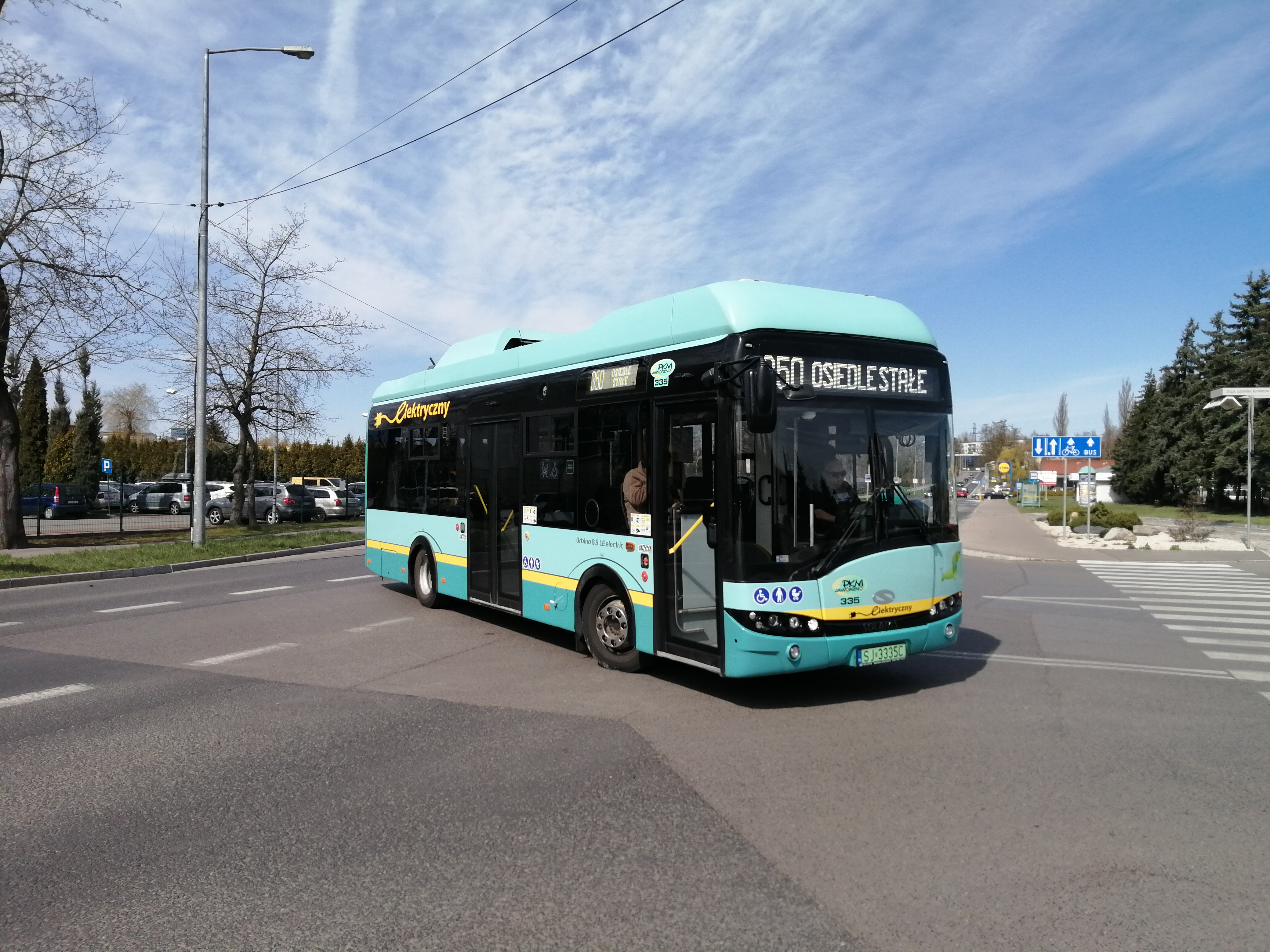
Autobus elektryczny PKM Jaworzno przy zajezdni na ul. Krakowskiej (2025)

Według stanu z września 2022, przewoźnik dysponuje 49 autobusami elektrycznymi marki Solaris oraz jednym autobusem elektrycznym marki Yutong. Autobusy są ładowane ładowarkami pantografowymi lub ładowarkami stacjonarnymi typu wtykowego. Użytkowane są także autobusy spalinowe marki MAN, Solaris i Scania, w ilości 18 pojazdów.
W roku 2016 przewoźnik w ramach testów otrzymał od spółki Tauron chiński autobus Yutong E12LF.
Autobusy PKM Jaworzno mają unikalną, tj. turkusowo-seledynową z żółtym paskiem, kolorystykę zakładową przedsiębiorstwa. PKM Jaworzno jako pierwszy w GOP wprowadził przegubowe Mercedesy O405GN2 z klimatyzacją (były one eksploatowane od 04.06.2005 do 28.08.2012).

## Linie
Źródło:.
Linie miejskie: 303, 304, 305, 307, 311, 312, 314, 321, 322, 326, 328, 344, 350, 367, 369, 370, 372, 373, 374, 390, N1.
Linie podmiejskie: A, J, E, S, 319.

## Wnoszenie opłat za przejazd

### Jaworznicka Karta Miejska (JKM)
Jaworzno jako jedno z pierwszych miast w Polsce wprowadziło kartę magnetyczną zamiast tzw. „papierowych” biletów. Jest to wielofunkcyjny nośnik elektronicznych biletów jednorazowych oraz okresowych. Karta ma formę i wielkość zwykłej plastikowej karty bankomatowej i jest kartą zbliżeniową (bezstykową).

### Open Payment System Jaworzno

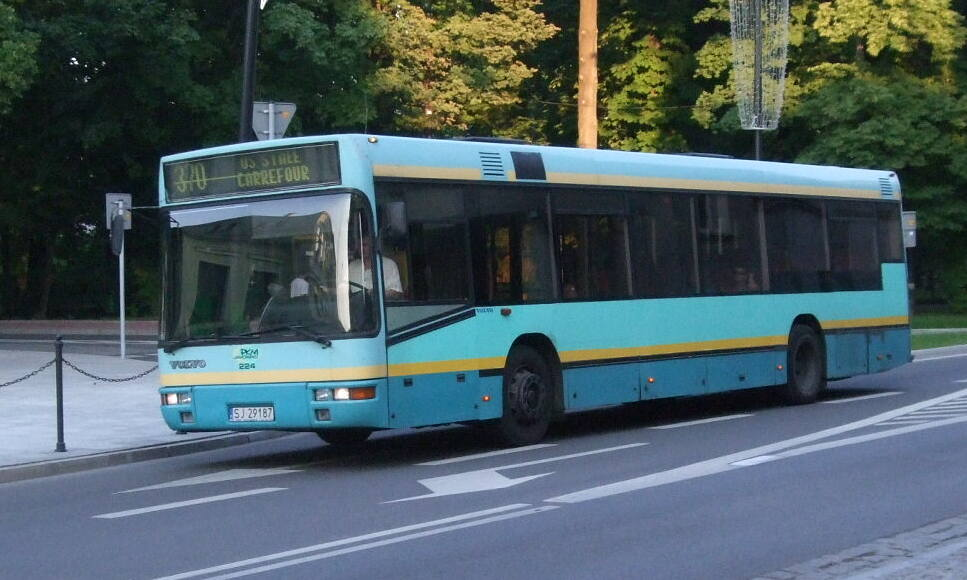
Dawny tabor PKM Jaworzno Volvo B10L (2010)

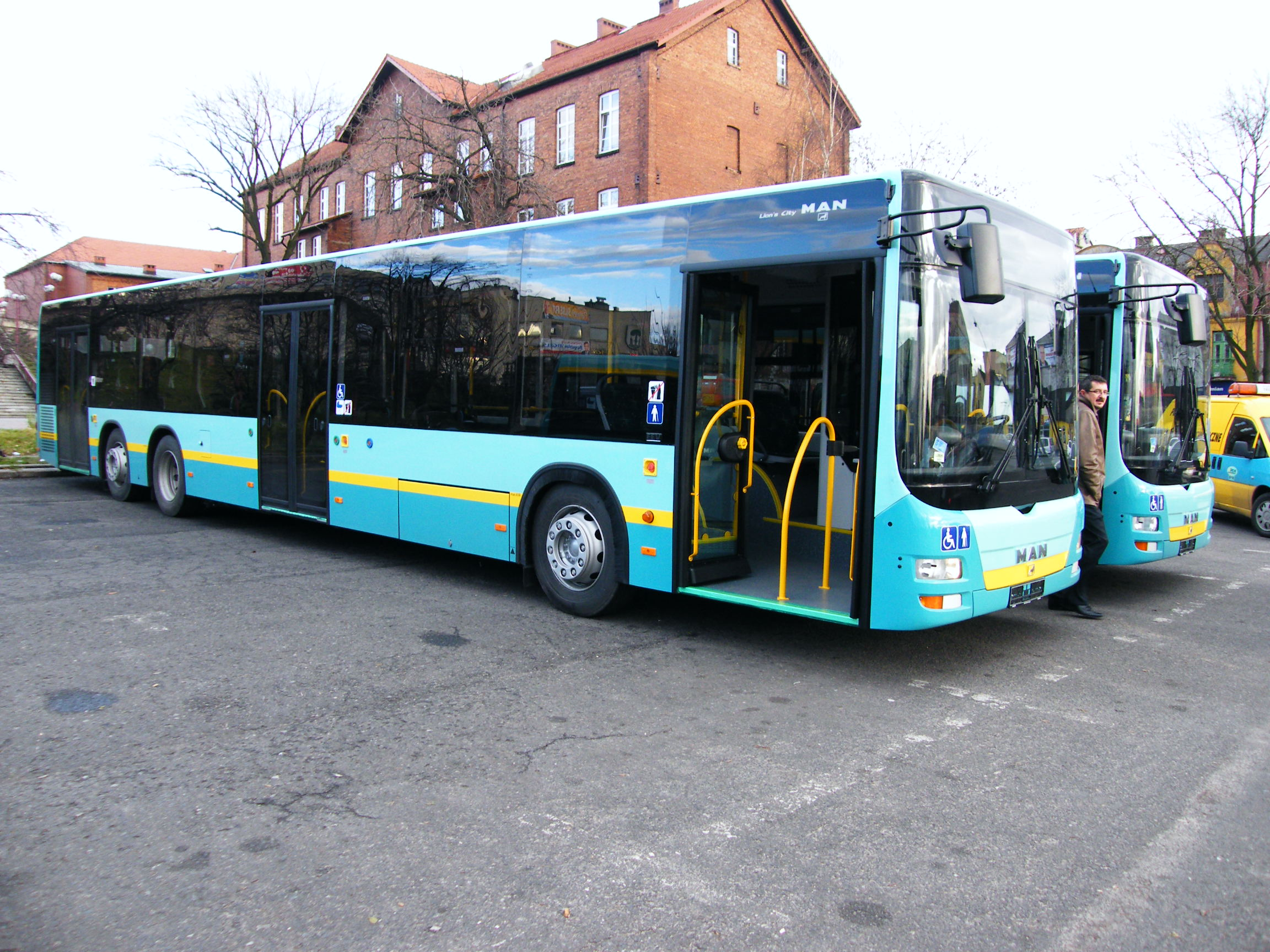
MAN NL323-15 Lion's City w barwach PKM Jaworzno (2010)

Pasażerowie PKM Jaworzno od 12 stycznia 2017 r. mogą zapłacić za przejazd, używając jedynie zbliżeniowej karty płatniczej. Wszystkie należące do spółki autobusy zostały wyposażone w nowoczesny terminal biletowy Open Payment System Jaworzno. System został wdrożony na koszt Mennicy w modelu operatorskim w ramach realizowanej umowy i nie wymagał nakładów finansowych ze strony PKM Jaworzno. Wdrożenie nie wpłynęło także na ceny biletów. W ten sposób można kupić wszystkie bilety jednorazowe oraz bilety dzienne.

### Zakup biletu u kierowcy
W każdym autobusie można kupić bilet u kierowcy (do nabycia za gotówkę lub płatność kartą, dostępne są wszystkie bilety jednorazowe oraz czasowe na okaziciela). Bilet jest wydawany w postaci wydruku z kasy fiskalnej.

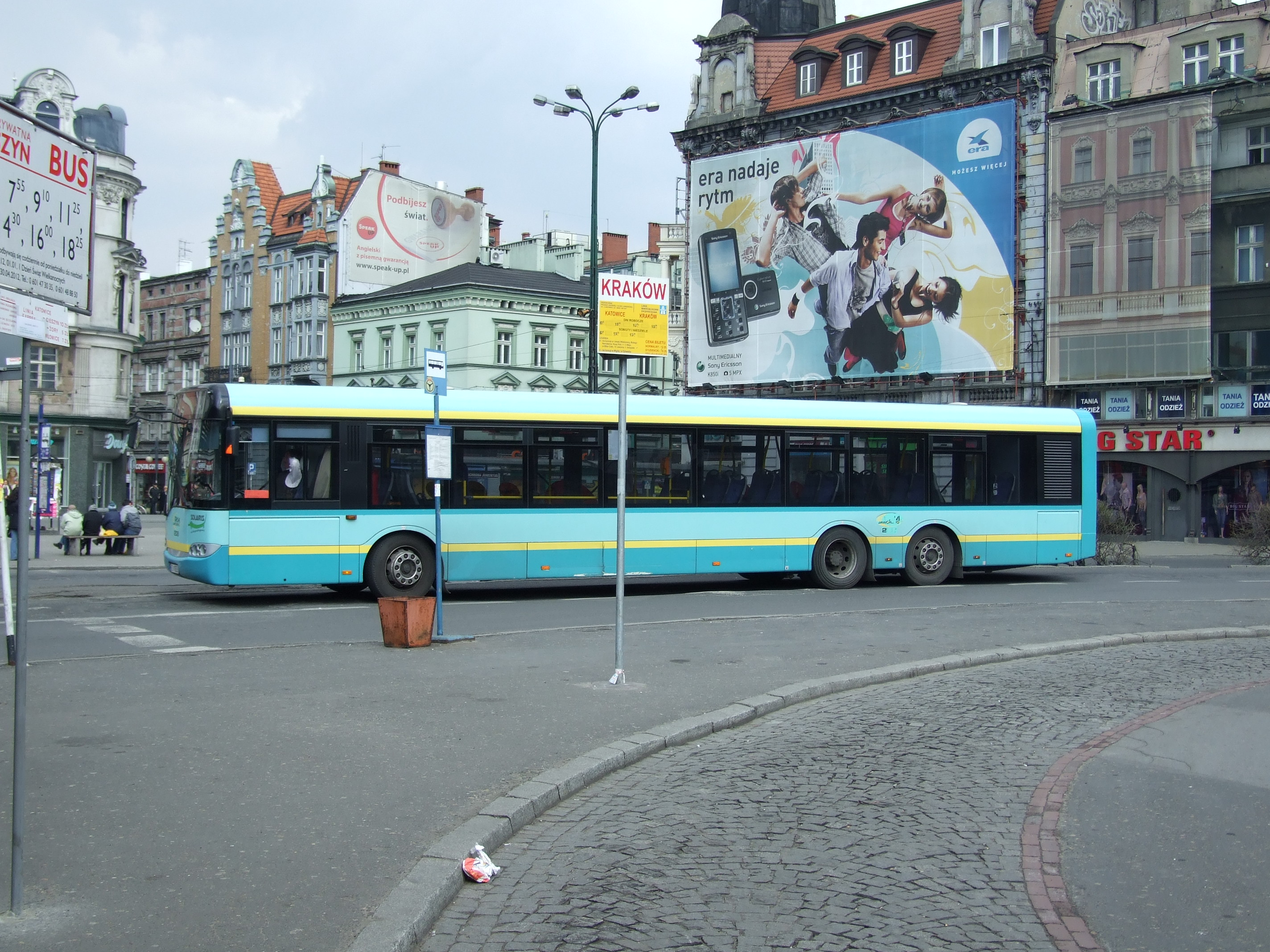
Solaris Urbino 15 drugiej generacji z 2004 roku należący do PKM Jaworzno w Katowicach (2008)

### Sklep internetowy bilety.pkmjaworzno.pl[6]
Strona umożliwia zakup każdego rodzaju imiennego biletu okresowego kodowanego na Jaworznickiej Karcie Miejskiej (JKM). Opłaty są wnoszone poprzez system płatności internetowych.

## Tabor[7]
| Typ autobusu                        | Eksploatacja od   | Lata produkcji    | Udogodnienia | Numer taborowy    | Liczba egzemplarzy |
| ----------------------------------- | ----------------- | ----------------- | --- | ----------------- | ------------------ |
| Scania CN280UB                      | 2010              | 2010              | przewóz osób na wózkach · monitoring · system informacji pasażerskiej | 276, 278          | 2                  |
| Man NL323-15 Lion's City LL         | 2010              | 2010              | przewóz osób na wózkach · automaty biletowe · Internet bezprzewodowy · monitoring · system informacji pasażerskiej                                                         | 283, 287-288, 290 | 4                  |
| Solaris Urbino 18 (III)             | 2014              | 2014              | przewóz osób na wózkach · automaty biletowe · Internet bezprzewodowy · monitoring · klimatyzacja przestrzeni pasażerskiej · system informacji pasażerskiej · ładowarki USB | 302-304           | 3                  |
| Solaris Urbino 18 (III)             | 2020              | 2009              | przewóz osób na wózkach · monitoring · system informacji pasażerskiej · klimatyzacja przestrzeni pasażerskiej · Internet bezprzewodowy · automaty biletowe                 | 332, 334          | 2                  |
| Solaris Urbino 10 (III)             | 2015              | 2013              | przewóz osób na wózkach · system informacji pasażerskiej · klimatyzacja przestrzeni pasażerskiej                                                                           | 305               | 1                  |
| Solaris Urbino 12 electric (III)    | 2015              | 2015              | przewóz osób na wózkach · automaty biletowe · Internet bezprzewodowy · monitoring · klimatyzacja przestrzeni pasażerskiej · system informacji pasażerskiej · ładowarki USB | 308               | 1                  |
| Solaris Urbino 12 electric (IV)     | 2017              | 2017              | przewóz osób na wózkach · automaty biletowe · Internet bezprzewodowy · monitoring · klimatyzacja przestrzeni pasażerskiej · system informacji pasażerskiej · ładowarki USB | 309-317           | 9                  |
| Solaris Urbino 12 electric (IV)     | 2021              | 2021              | przewóz osób na wózkach · Internet bezprzewodowy · monitoring · klimatyzacja przestrzeni pasażerskiej · system informacji pasażerskiej · ładowarki USB                     | 340-354           | 15                 |
| Solaris Urbino 18 Hybrid (IV)       | 2023              | 2017              | przewóz osób na wózkach · klimatyzacja przestrzeni pasażerskiej · monitoring                                                                                               | 361               | 1                  |
| Solaris Urbino 18 electric (IV)     | 2017              | 2017              | przewóz osób na wózkach · monitoring · system informacji pasażerskiej · klimatyzacja przestrzeni pasażerskiej · Internet bezprzewodowy · ładowarki USB · automaty biletowe | 318-326           | 9                  |
| Solaris Urbino 18 electric (IV)     | 2022              | 2022              | przewóz osób na wózkach · Internet bezprzewodowy · monitoring · klimatyzacja przestrzeni pasażerskiej · system informacji pasażerskiej · ładowarki USB                     | 355-360           | 6                  |
| Solaris Urbino 8,9LE electric (III) | 2017              | 2017/2020         | przewóz osób na wózkach · monitoring · system informacji pasażerskiej · klimatyzacja przestrzeni pasażerskiej · Internet bezprzewodowy · ładowarki USB · automaty biletowe | 327-330 335-339   | 9                  |
| MAN NL 283 Lion's City              | 2023              | 2013              | przewóz osób na wózkach · klimatyzacja przestrzeni pasażerskiej · system informacji pasażerskiej                                                                           | 362-365           | 4                  |
| Solaris Urbino 18                   | 2023              | 2014              | | 366-367           | 2                  |
| Yutong ZK6128BEVG Electric          | 2016              | 2015              | przewóz osób na wózkach · klimatyzacja przestrzeni pasażerskiej · system informacji pasażerskiej                                                                           | 933               | 1                  |
| Wszystkie pojazdy                   | Wszystkie pojazdy | Wszystkie pojazdy | Wszystkie pojazdy | Wszystkie pojazdy | 69                 |